# Скловата

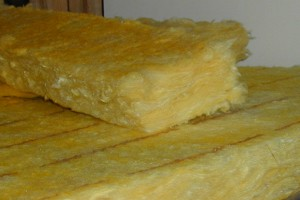
Скловата для теплоізоляції

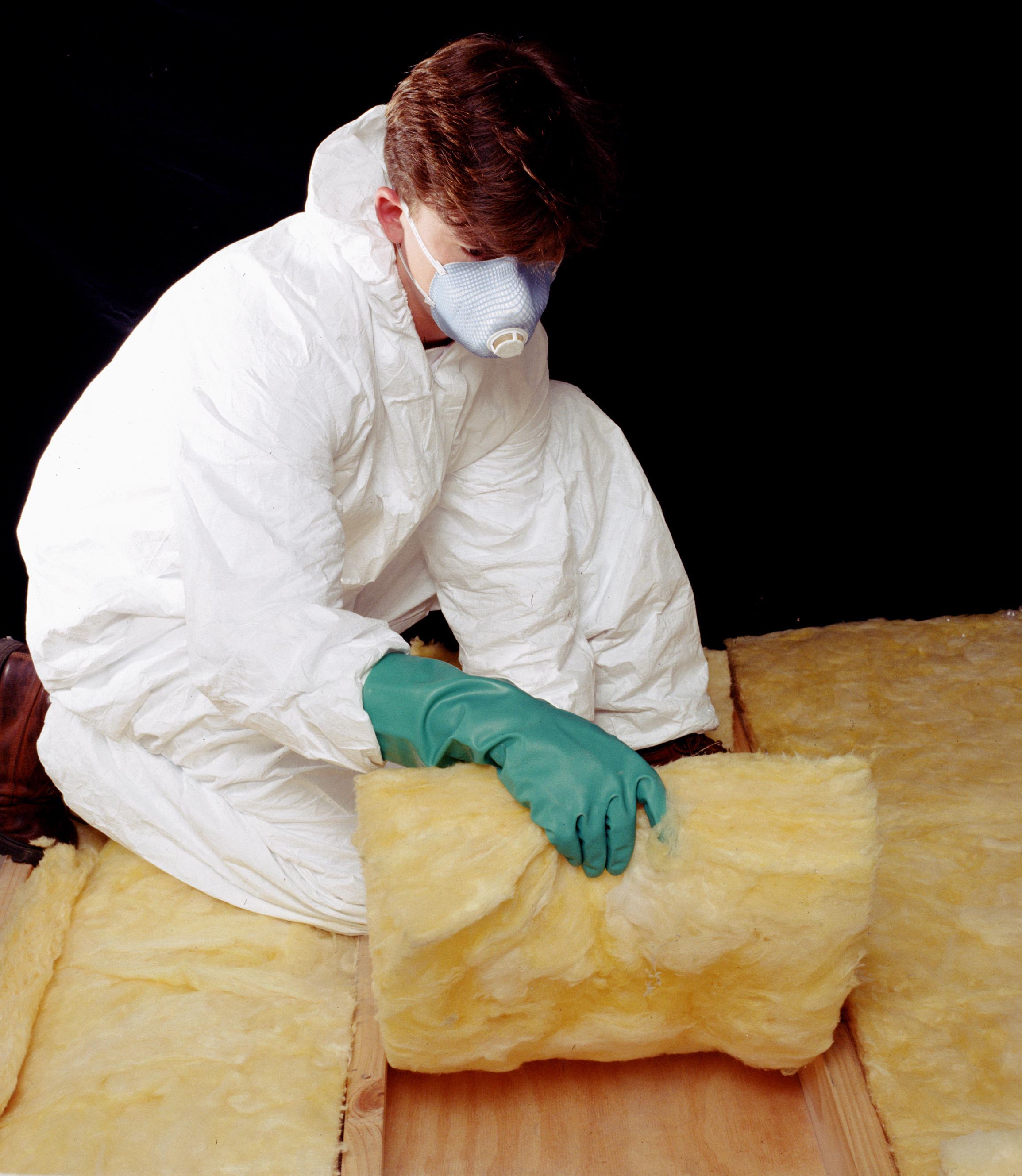
Монтаж теплоізоляції із скловати

Склова́та або скляна́ ва́та (англ. glass wool) — волокнистий мінеральний теплоізоляційний матеріал, різновид мінеральної вати, вироблений з безладно сплутаних скляних волокон.
Небезпечна уламками волокон, які легко проникають у шкіру, підіймаються в повітря і потрапляють в очі та легені. В легенях вони залишаються на все життя і можуть спричинити низку небезпечних захворювань[⇨].
В природних умовах не розкладається, і тому потребує спеціальної утилізації[⇨].

## Технологія отримання

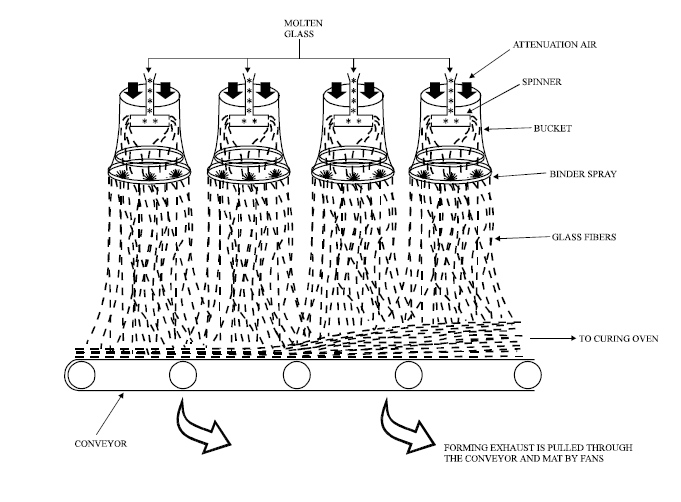
Виробництво скловати

Для отримання скляного волокна використовують ту ж сировину, що й для виробництва звичайного скла, або відходи скляної промисловості.
Вихідною сировиною для виробництва скловати є пісок, сода, доломіт, вапняк, бура. Сучасні виробництва використовують до 80% склобою.
В бункер засипаються основні компоненти. Далі настає етап плавлення маси. Дозатори завантажують плавильну піч у строгій відповідності до рецептури, щоб при досягненні температури у 1400 °C суміш мала задані механічні властивості для отримання якнайтонших ниток. Нитки отримуються при роздуванні струминою водяної пари або нагрітого стиснутого газу розплавленої скляної маси, що вилітає з центрифуги.
Процес утворення волокон супроводжується обробленням полімерними аерозолями. Як в'яжуче використовуються водні розчини фенол-альдегідного полімера, модифікованого сечовиною. Просочена аерозолем нитка потрапляє на вальці. На конвеєрі вона проходить декілька етапів вирівнювання. Формується однорідний склополімерний «килим». Далі настає етап полімеризації при температурі 250 °C. Висока температура — каталізатор для утворення полімерних зв'язків. Попутно в температурній камері випаровується залишок вологи, отриманої разом з аерозолем. Після полімеризації волокна вати стають твердими й набувають бурштиново-жовтого відтінку.
Наступний етап — охолодження, де температура скловати доводиться до температури навколишнього середовища, після чого проводиться розкроювання. Поздовжні фрези й поперечні пили кроять стрічку на мати та рулони.
Пресування готової продукції дозволяє суттєво економити простір при транспортуванні й зберіганні. За європейськими нормами передбачається шестикратне стиснення. Пружних властивостей скловати достатньо для повного відновлення початкових розмірів.

## Властивості

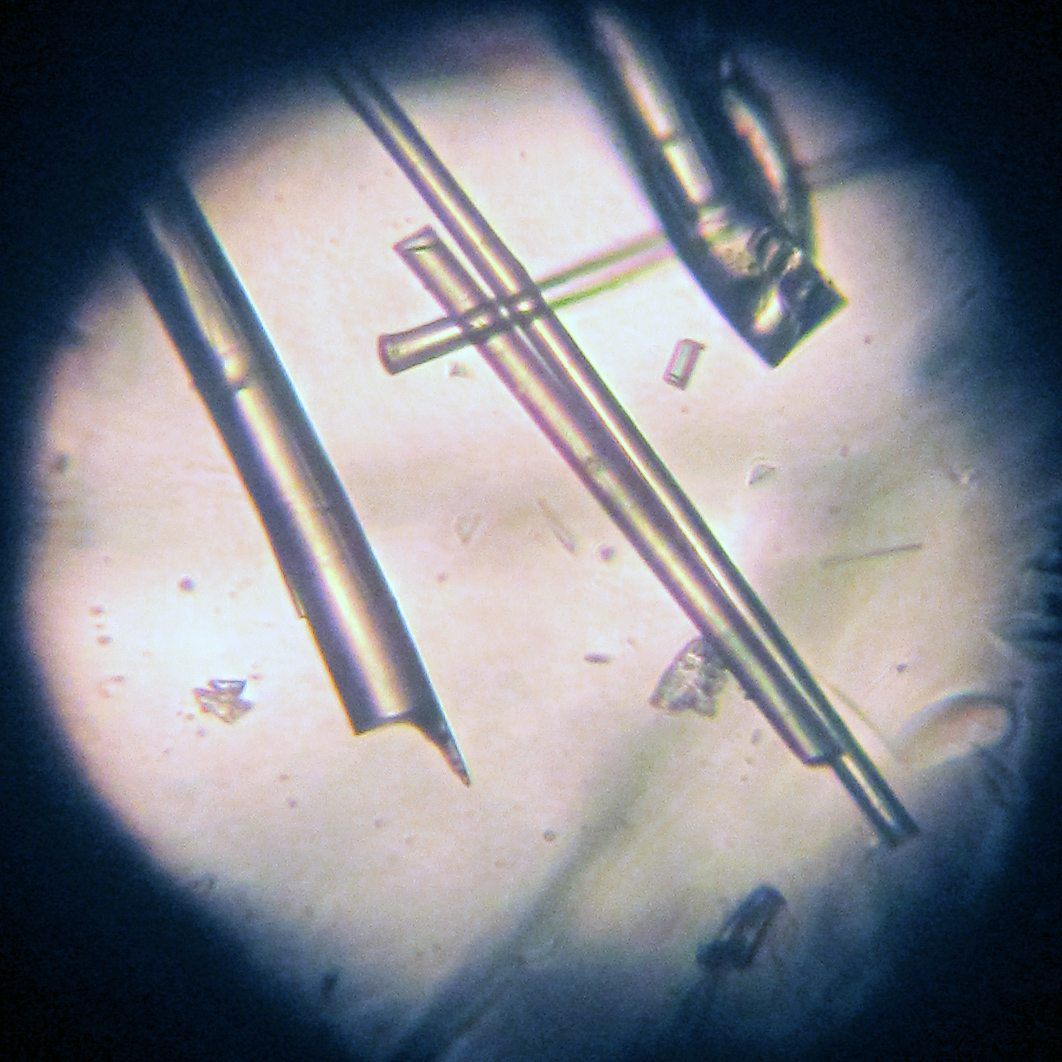
Скловата під мікроскопом

Густина скловати — до 130 кг/м3. Діаметр волокон становить 5—12 мкм, а довжина — від 15 до 50 мм. Коефіцієнт теплопровідності (при температурі 25 ± 5°С) — 0,35 Вт/(м·К). Хімічна стійкість скловати більша, ніж інших різновидів мінеральної вати.
Скловата не горить. За температури 250—450 °C з неї вигоряють в'яжучі смоли, що призводить до втрати експлуатаційних властивостей. За температур 500—550 °C скловата спікається.
Вироби зі скляної вати у порівнянні з іншими видами мінеральної вати мають підвищену пружність і міцність. Скляна вата практично не містить неволокнистих включень і має високу вібростійкість.

## Вплив на людину
Недолік скловати — висока ламкість волокон, які утворюють дрібний пил із гострих уламків. Ці уламки легко проникають у шкіру і можуть спричинити подразнення, свербіж, алергію та дерматит. Забруднений ними одяг практично неможливо відіпрати.
Уламки волокон скловати, що потрапили в легені, вже не можуть звідти вийти. Їхнє вдихання здатне спричинити незворотне пошкодження легень. З часом під впливом цих уламків можуть розвинутися обструктивний і хронічний бронхіт, бронхіальна астма, пневмоконіоз і онкологічні захворювання легень.
Потрапляння волокон скловати в очі може викликати різь в очах, сльози, почервоніння білків і слизових оболонок, неможливість відкрити очі, іноді гострий біль.
Фенолформальдегідні в'яжучі речовини скловати можуть виділяти фенол і формальдегід — сильні отрути.
Робота зі скловатою повинна проводитися в щільному спецодязі, який не залишає відкритих ділянок тіла, щільних непроникних рукавицях, захисних окулярах і респіраторі. Скловату не можна кидати і рвати, бо це вивільнює в повітря багато уламків волокон.

## Типи виробів
Теплоізоляційні вироби з використанням скляної вати включають м'які мати і плити, напівтверді і жорсткі плити на синтетичному в'яжучому, що дозволяють витримувати значні навантаження. Жорсткі плити, облицьовані скловойлоком, є добрим вітрозахистом. По довгих сторонах плит можливим є з'єднання в шпунт і гребінь, що забезпечує надійне кріплення й відсутність зазорів.
М'які скловолокнисті матеріали зазвичай пресуються в рулони. Завдяки високій пружності вони випрямляються і відновлюють первинний об'єм практично відразу після відкриття упаковки.
Можливий випуск виробів з наклеюванням додаткових шарів (каширування) фольги як пароізоляції або склополотно як вітрозахисту (шар, що перешкоджає розлітанню волокон).

## Застосування
Скловата застосовується для теплоізоляції будівельних конструкцій будь-якої форми та конфігурації та трубопроводів, облицювання нерівних поверхонь. Області застосування практично такі ж, як для виробів з мінеральної вати. Також широко застосовується в авіації як теплоізоляційний матеріал для трубопроводів, вузлів, що мають високу температуру, для теплозвукоізоляції кабін тощо.

## Утилізація
Скловата та інше скловолокно в природних умовах не розкладаються. На них не діють мікроорганізми, вологість, сонячне випромінювання, погодні явища та інші фактори довкілля. Якщо скляні волокна потрапляють у землю, вони забруднюють її на необмежений час. Шкоди можуть завдавати і фенол з формальдегідом, які поступово виділяються з в'яжучих речовин. Утилізувати скловату разом із побутовим чи будівельним сміттям не можна. Її захоронюють на полігонах, використовують при будівництві доріг, виробництві цегли або нової скловати. Утилізувати скловату необхідно за допомогою спеціальних служб з утилізації.